# Xiaobutou (sockenhuvudort i Kina, Hunan Sheng, lat 29,46, long 110,10)
Xiaobutou (kinesiska: 小埠头, 打鼓泉, 打鼓泉乡) är en sockenhuvudort i Kina. Den ligger i provinsen Hunan, i den södra delen av landet, omkring 310 kilometer nordväst om provinshuvudstaden Changsha. Antalet invånare är 4 308. Befolkningen består av 2 152 kvinnor och 2 156 män. Barn under 15 år utgör 25,0 %, vuxna 15-64 år 55 %, och äldre över 65 år 18,0 %.
Runt Xiaobutou är det ganska tätbefolkat, med 111 invånare per kvadratkilometer. Närmaste större samhälle är Chenjiahe, 12,0 km väster om Xiaobutou. I omgivningarna runt Xiaobutou växer huvudsakligen savannskog.
Genomsnittlig årsnederbörd är 1 738 millimeter. Den regnigaste månaden är september, med i genomsnitt 307 mm nederbörd, och den torraste är december, med 21 mm nederbörd.